# Lucrecia Blanco
Lucrecia Blanco della Paolera, conocida simplemente como Lucrecia Blanco (n. 22 de noviembre de 1975 en Adrogué, provincia de Buenos Aires), es una actriz de teatro, televisión y cine argentina. Entre sus papeles actorales televisivos más destacados están los de «Lily» en Los exitosos Pells, «Carla Kosovsky» en Casi Ángeles y «Florencia Sugasti» en El tiempo no para. Además participó en el videoclip «Sigue girando» de Los ratones paranoicos.

## Biografía
Lucrecia., integró un grupo de teatro aficionado en Burzaco; aunque pensaba dedicarse a la psicología, finalmente decidió dedicarse a la actuación y cuando terminó el secundario estudió en el Conservatorio Nacional de Arte Dramático (actual Instituto Universitario Nacional del Arte), graduándose en 1999. Mientras cursaba el segundo año hizo su primera temporada en Mar del Plata en la obra teatral Los galanes peinan canas con Rodolfo Bebán, Claudio García Satur y Guillermo Bredeston.
En 2001 trabajó como camarera en un bar y también vendiendo collares y pulseras de la India en las playas de la costa atlántica argentina. En el 2001 se radicó en España durante 1 año y medio. En ese tiempo, fue convocada desde Argentina por Pablo Culell, productor de Ideas del Sur, para encarnar un personaje en la telecomedia Costumbres argentinas.
En 2008 participó en la telecomedia de Underground Contenidos Los exitosos Pells y además incursionó en el denominado «teatro aéreo» en la obra Agora, dirigida por Sebastián Pirato Mazza. En 2009 actuó en la película Paco, bajo la dirección de Diego Rafecas, interpretando a una adicta a las drogas en recuperación.

## Trayectoria

### Cine
| Actriz de cine | Actriz de cine | Actriz de cine | Actriz de cine                     |
| Año            | Título         | Personaje      | Notas                              |
| -------------- | -------------- | -------------- | ---------------------------------- |
| 1997           | Sin reserva    | —              | Dirigida por Eduardo Spagnuolo.    |
| 1998           | Temporal       | —              | Dirigida por Carlos Orgambide.     |
| 2001           | Perro amarillo | —              | Dirigida por Javier Van de Couter. |
| 2009           | Paco           | «Majo»         | Dirigida por Diego Rafecas.        |
| 2011           | Mía            | —              | Dirigida por Javier Van de Couter. |

### Teatro
| Actriz de teatro | Actriz de teatro             | Actriz de teatro                                            |
| Año              | Título                       | Notas                                                       |
| ---------------- | ---------------------------- | ----------------------------------------------------------- |
| 1993             | Amanda y Eduardo             | De Armando Discépolo, dirigida por Jorge López.             |
| 1994             | El fabricante de fantasmas   | De Roberto Arlt, dirigida por Jorge López.                  |
| 1995             | Alarma entre las ánimas      | De La Cuadrilla, dirigida por Hernán Gené.                  |
| 1997             | El paseo de Buster Keaton    | De Federico García Lorca, dirigida por Daniela Cugliandolo. |
| 1998             | Cass                         | De Javier Van de Couter.                                    |
| 1999             | Roberto Zucco                | De Bernard-Marie Koltès, dirigida por Gustavo Bonamino.     |
| 2000             | Cyrano de Bergerac           | De Edmond Rostand, dirigida por Lola Berthet.               |
| 2000             | Porteños                     | De Manuel González Gil.                                     |
| 2001             | Los galanes peinan canas     | De Manuel González Gil.                                     |
| 2004             | Las de Barranco              | De Gregorio de Laferrère, dirigida por Oscar Barney Finn.   |
| 2008             | Agora                        | De Sebastián Pirato Mazza.                                  |
| 2009/2010        | En la cama                   | De José María Muscari.                                      |
| 2010             | Las d’enfrente               | Dirigida por Santiago Doria.                                |
| 2011/2012        | Cuando Harry conoció a Sally | Dirigida por Manuel González Gil.                           |
| 2012             | Ocho Mujeres                 | Dirigida por José María Muscari.                            |

### Televisión
| Actriz de televisión | Actriz de televisión          | Actriz de televisión | Actriz de televisión                | Actriz de televisión                                              |
| Año                  | Título                        | Canal                | Personaje                           | Notas                                                             |
| -------------------- | ----------------------------- | -------------------- | ----------------------------------- | ----------------------------------------------------------------- |
| 1996                 | Montaña rusa                  | Canal 13             | —                                   | —                                                                 |
| 1997                 | Ciudad prohibida              | Canal 9              | —                                   | —                                                                 |
| 1997                 | Como pan caliente             | Canal 13             | —                                   | —                                                                 |
| 1998                 | Las chicas de enfrente        | Canal 13             | —                                   | —                                                                 |
| 2000                 | Luna salvaje                  | Telefe               | —                                   | —                                                                 |
| 2001                 | Yago, pasión morena           | Telefe               | —                                   | —                                                                 |
| 2003                 | Costumbres argentinas         | Telefe               | Karina                              | Participación actoral especial                                    |
| 2003                 | Bocetos alrededor de Chejov   | Canal 7              | —                                   | —                                                                 |
| 2003                 | Sol negro                     | América TV           | Prostituta                          | Participación actoral especial                                    |
| 2004                 | Los pensionados               | Canal 13             | Clarisa                             | Participación actoral especial                                    |
| 2005                 | El patrón de la vereda        | América TV           | María Pía Bernasconi                | Parte del elenco                                                  |
| 2005                 | Un cortado, historias de café | Canal 7              | —                                   | Participación actoral especial                                    |
| 2006                 | El tiempo no para             | Canal 9              | Florencia Sugasti                   | Parte del elenco                                                  |
| 2006                 | Chiquititas sin fin           | Telefe               | Marina                              | Parte del elenco                                                  |
| 2008                 | Bella y bestia                | Telefe               | Elisa                               | Parte del elenco                                                  |
| 2008                 | Mujeres asesinas              | Canal 13             | Mariana                             | Participación actoral especial en el episodio Carolina, humillada |
| 2007/2008            | Casi Ángeles                  | Telefe               | Carla Kosovsky                      | Participación actoral especial                                    |
| 2008                 | Tinta argentina               | Canal 7              | —                                   | Participación actoral especial en el episodio La heredera         |
| 2008/2009            | Los exitosos Pells            | Telefe               | Liliana "Lily" Guadalupe del Carmen | Parte del elenco                                                  |
| 2011                 | Un año para recordar          | Telefe               | Magui                               | Participación actoral especial                                    |
| 2013                 | Los vecinos en guerra         | Telefe               | Sacristán                           | Participación actoral especial                                    |
| 2015                 | El mal menor                  | Canal 7              | Lucía                               | Episodio: "Mora"                                                  |

## Premios y nominaciones
| Premio                      | Edición    | Fecha de la ceremonia   | Categoría                                                   | Ganador y/o nominado | Resultado |
| --------------------------- | ---------- | ----------------------- | ----------------------------------------------------------- | -------------------- | --------- |
| Premios Clarín Espectáculos | 2009, 12.ª | 30 de noviembre de 2009 | Actriz revelación femenina por En la cama.                  | Lucrecia Blanco      | Nominada  |
| Premios Estrella de Mar     | 2011       | 7 de febrero de 2011    | Actriz revelación femenina por Cuando Harry conoció a Sally | Lucrecia Blanco      | Nominada  |
| Premios Carlos              | 2012       | 13 de febrero de 2012   | Actriz de reparto por Cuando Harry conoció a Sally          | Lucrecia Blanco      | Nominada  |